# Derby de la Côte d'Azur

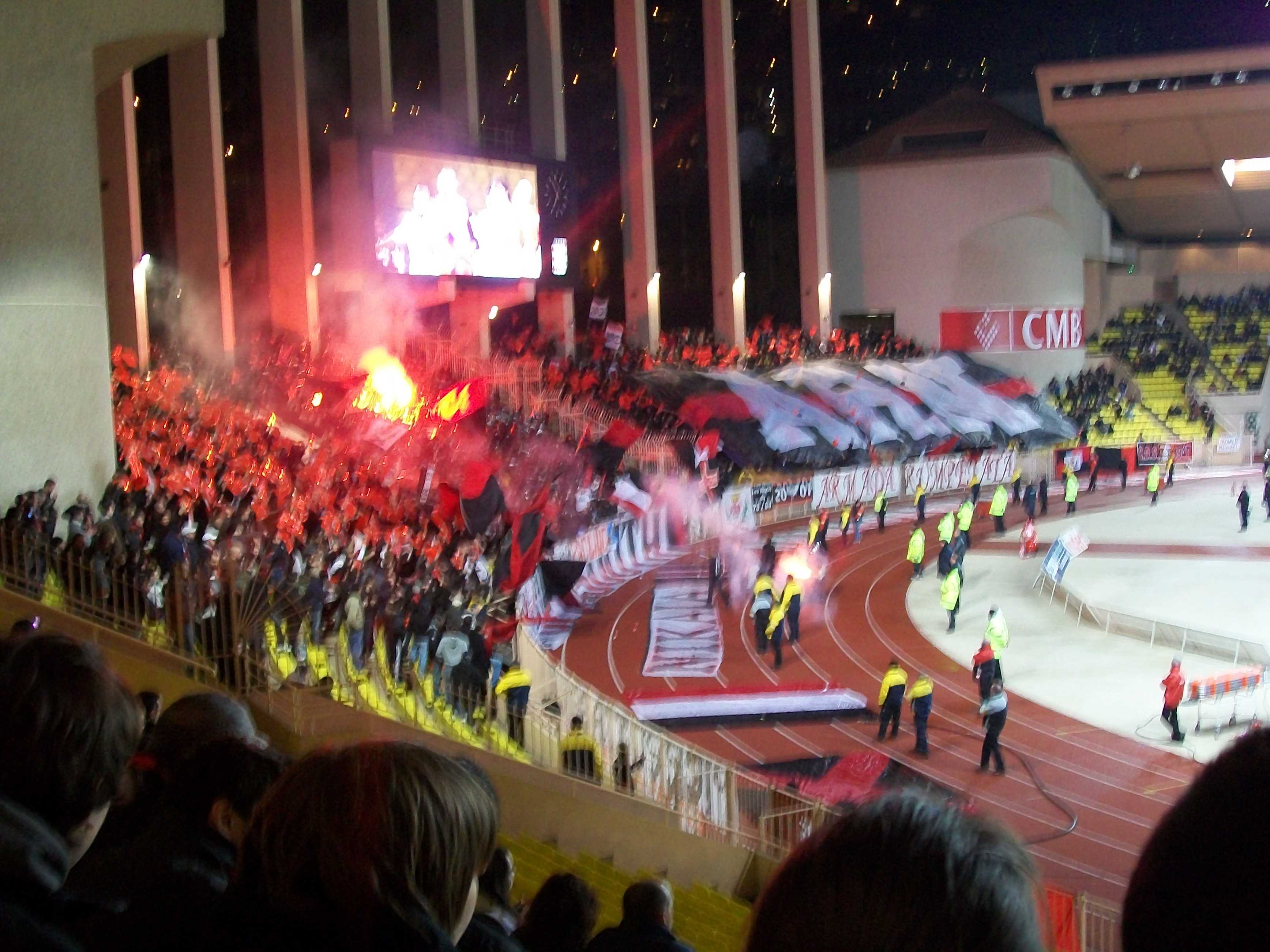
Aficionados del Niza en el Stade Louis II durante un derbi en enero de 2010.

El Derby de la Côte d'Azur (en castellano: «derbi de la Costa Azul») es el nombre que recibe el partido de fútbol y la rivalidad entre los equipos franceses del AS Monaco y el OGC Niza. Ambos son los dos equipos más importantes y exitosos de la Costa Azul francesa, que es de donde deriva el nombre de la rivalidad. En el derbi también está involucrado el AS Cannes, otro importante equipo de la región, pero ha perdido peso en la rivalidad por su irregular trayectoria en los últimos años.

## Historia
La rivalidad entre el AS Monaco y el OGC Niza está basada, principalmente, en la proximidad geográfica, ya que tan solo 20 kilómetros separan las ciudades de Mónaco y Niza, dos de las ciudades más importantes de la Costa Azul francesa. El Niza cuenta con cuatro títulos del campeonato de liga de Francia, todos ellos conseguidos en la década de 1950 —1951, 1952, 1956 y 1959— e implantó un fuerte dominio en el fútbol francés. El AS Monaco ganó sus dos primeros campeonatos de primera división en 1961 y 1963, por lo que el control de los equipos de la región de la Costa Azul en ese periodo fue evidente.
Posteriormente el Monaco destacó en Francia y en Europa con grandes jugadores debido a su siempre saludable economía y sumó cinco campeonatos más -1978, 1982, 1988, 1997 y 2000- con buenas actuaciones en competiciones europeas, mientras que sus rivales locales del Niza apenas sumaron una Copa más en 1997 y un subcampeonato en la Copa de la Liga en 2006, junto con periodos en la Ligue 2.
Como en el resto de rivalidades futbolísticas, el derbi de la Costa Azul ha sufrido episodios de violencia entre las dos aficiones. Un ejemplo fue el derbi que disputaron el 30 de enero de 2010 (Monaco 3–2 Niza), cuando el defensa del Niza Renato Civelli fue expulsado en los últimos compases del partido. Durante el encuentro, varios aficionados del Nice saltaron al campo y atacaron a hinchas del Monaco. El incidente provocó que el club fuese sancionado con un partido disputado a puerta cerrada.